# Eberhard van der Laan
Pour les articles homonymes, voir Van der Laan.
Eberhard van der Laan, né le 28 juin 1955 à Leyde et mort le 5 octobre 2017 à Amsterdam, est un avocat et homme politique néerlandais. Il est membre du Parti travailliste (PvdA).
Van der Laan est élu au conseil municipal amstellodamois de 1990 à 1998, présidant la fraction travailliste à partir de 1993. Il gagne en notoriété publique en co-fondant le cabinet Kennedy Van der Laan, où il est partenaire jusqu'à sa nomination en tant que ministre du Logement, des Quartiers et de l'Intégration dans le quatrième cabinet de Jan Peter Balkenende le 14 novembre 2008. Il quitte le gouvernement le 23 février 2010, devenant par la suite bourgmestre d'Amsterdam. Très populaire, il meurt d'un cancer du poumon un an après avoir entamé son second mandat de six ans.

## Action à Amsterdam

### Positionnement vis-à-vis du cannabis
Le 1er novembre 2012, il annonce à la presse qu'il renonce à fermer les portes des coffee shops aux touristes. Le dispositif gouvernemental introduisant une carte permettant l'accès au cannabis (wietpass en néerlandais) prévoit que seuls les résidents des villes dans lesquelles les coffee shops sont installés puissent y accéder. Une limitation censée lutter contre les nuisances liées au tourisme de la drogue déjà en vigueur à Maastricht, elle est censée être étendue au reste du pays à compter du 1er janvier 2013.
Van der Laan s'en explique en affirmant que la fermeture des échoppes aux touristes profiterait aux trafiquants de rue. Le dispositif est finalement abandonné par le gouvernement.

### Positionnement vis-à-vis de la prostitution
Avec son échevin Lodewijk Asscher, Van der Laan prolonge durant son mandat le « Projet 1012 », lancé par son prédécesseur Job Cohen. Le projet a pour objectif de rendre le centre-ville aux habitants, en encadrant notamment plus strictemment les zones autorisant la prostitution. Van der Laan met en place un système des visites médicales obligatoires pour celles-ci et projette de réduire la superficie du quartier rouge d'environ 40 %.

## Distinctions
- Officier de l'ordre d'Orange-Nassau